# Hawaii 2
Hawaii 2, også kendt under navnet Birch Island, er en privat ø i søen St. George Lake nær byen Liberty, Maine i USA. Den blev købt i oktober 2014 af Cards Against Humanity Den var udgangspunkt for en kampagne til fordel for Sunlight Foundation, en upolitisk nonprofit organisation, som agiterer for open government. Cards Against Humanitys medstifter Max Temkin udtalte, at selskabet omdøbte øen til Hawaii 2 fordi det er en ø i Maine (a Maine island).  Selv om det er uvist, om den lokale regering har registreret navneforandringen officielt, findes Hawaii 2 på Google Maps, Bing Maps, og OpenStreetMap. Organisationen bag Cards Against Humanity forærede øen til 250.000 mennesker, som havde købt en såkaldt holiday mystery pack, 10 gaver for i alt 15 dollars, hvor den tiende og sidste gave var en andel i øen. Denne gestus førte til protester fra beboerne ved Lake St. George, som frygtede for konsekvenserne af en kvart million menneskers brug af søen. Cards Against Humanity erklærede, at selv om det var en form for joke, var det også et forsøg på at redde øen som fristed for kommende generationer.